# Galeus antillensis
Galeus antillensis is een haai uit de familie van de Pentanchidae. De wetenschappelijke naam van de soort werd in 1979 gepubliceerd door Springer.